# 香港醫生工時運動
香港醫生的工時運動始於1997年，原因是當年有大批醫科畢業生在完成實習後不獲醫院管理局聘用，兩間培訓醫科學生的大學的畢業生曾聯同工會發起非臨床職務罷工，但都無法改變事實，前線人手不足，工時長，人工每況愈下。